# Tricholepis
Tricholepis là một chi thực vật có hoa trong họ Cúc (Asteraceae).

## Loài
Chi Tricholepis gồm các loài: